# Massilia arenosa
Massilia arenosa es una bacteria gramnegativa del género Massilia. Fue descrita en el año 2020, aunque inicialmente se aisló en el 2015. Su etimología hace referencia a arena. Es aerobia y móvil. Tiene un tamaño de 0,4 μm de ancho por 1,6 μm de largo. Forma colonias circulares, elevadas, con márgenes enteros y de color cremoso en agar R2A tras 3 días de incubación. Crece de forma individual o en parejas. Temperatura de crecimiento entre 21-30 °C. Es resistente a vancomicina y rifampicina. Contiene genes promotores del crecimiento de plantas. Tiene un genoma de 5,02 Mpb y un contenido de G+C de 66,2%. Se ha aislado del suelo en un campo de maíz en California, Estados Unidos. 